# Hemiarius sona
Hemiarius sona är en fiskart som först beskrevs av Hamilton 1822.  Hemiarius sona ingår i släktet Hemiarius och familjen Ariidae. Inga underarter finns listade i Catalogue of Life.